# Galwik

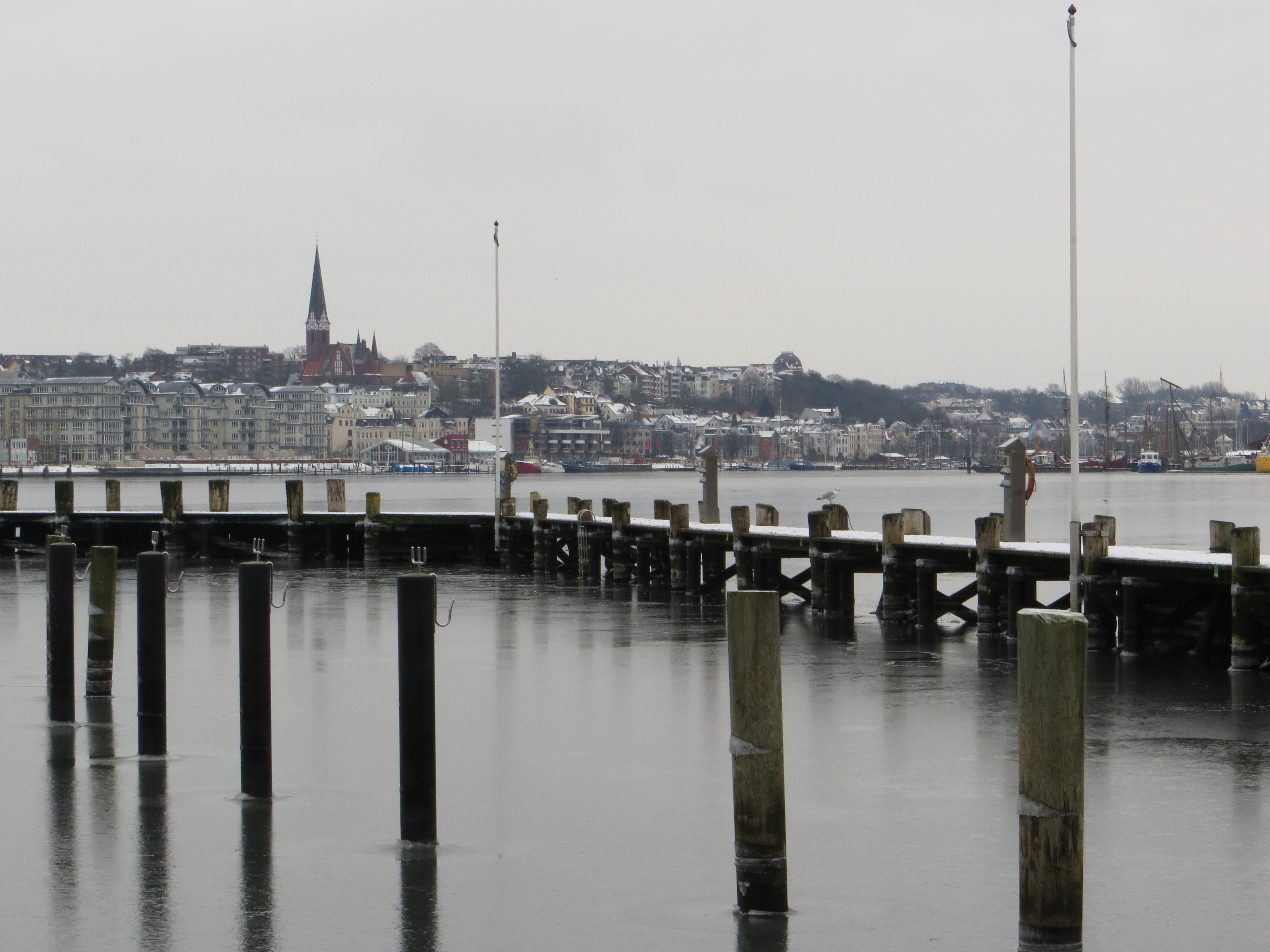
Winter am Galwikhafen. Mit Blick auf das Westufer auf der anderen Fördeseite.

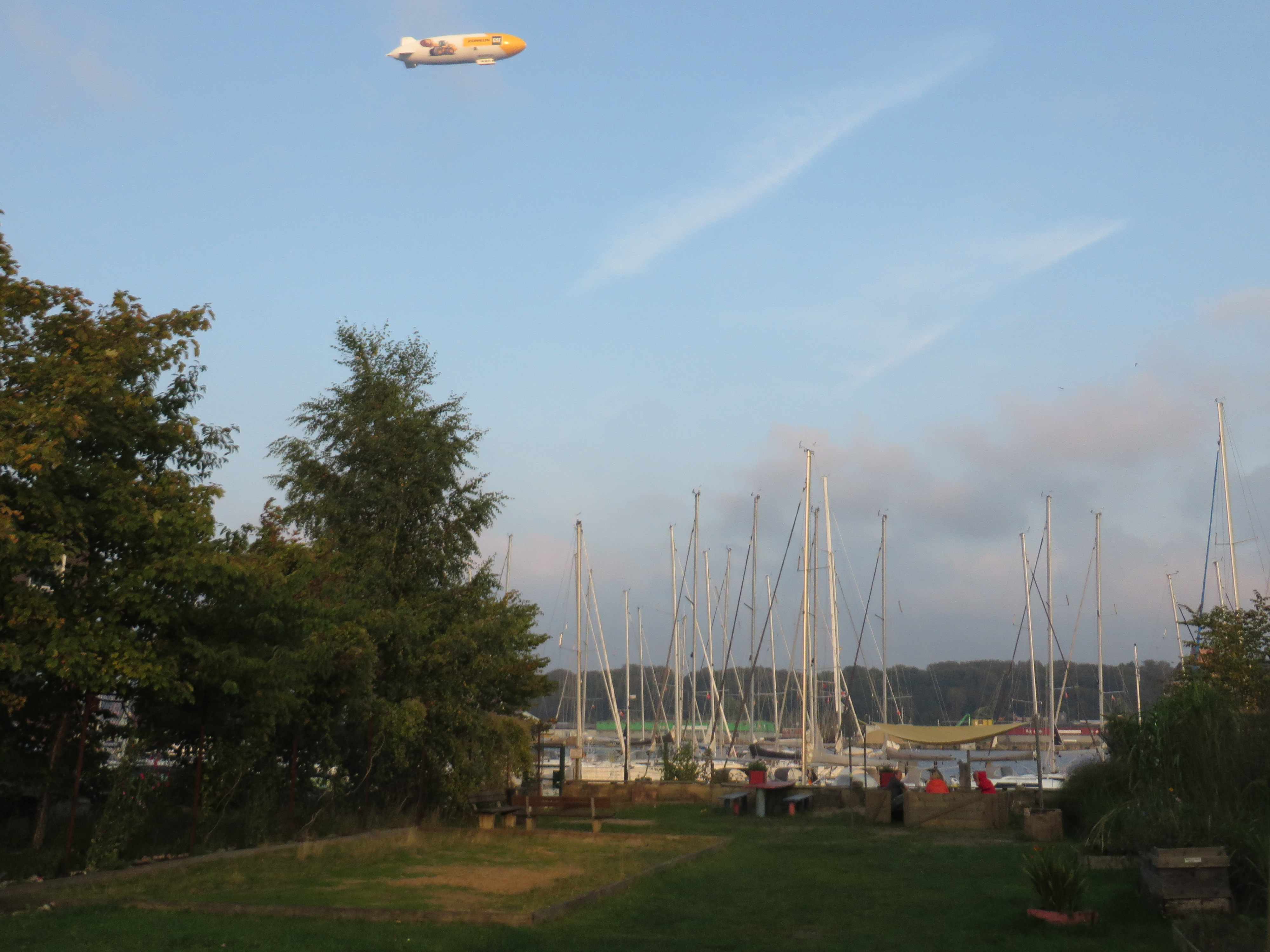
Freifläche am Seglerhafen Galwik. In der Luft der Zeppelin NT D-LZZF zu Besuch in Flensburg.

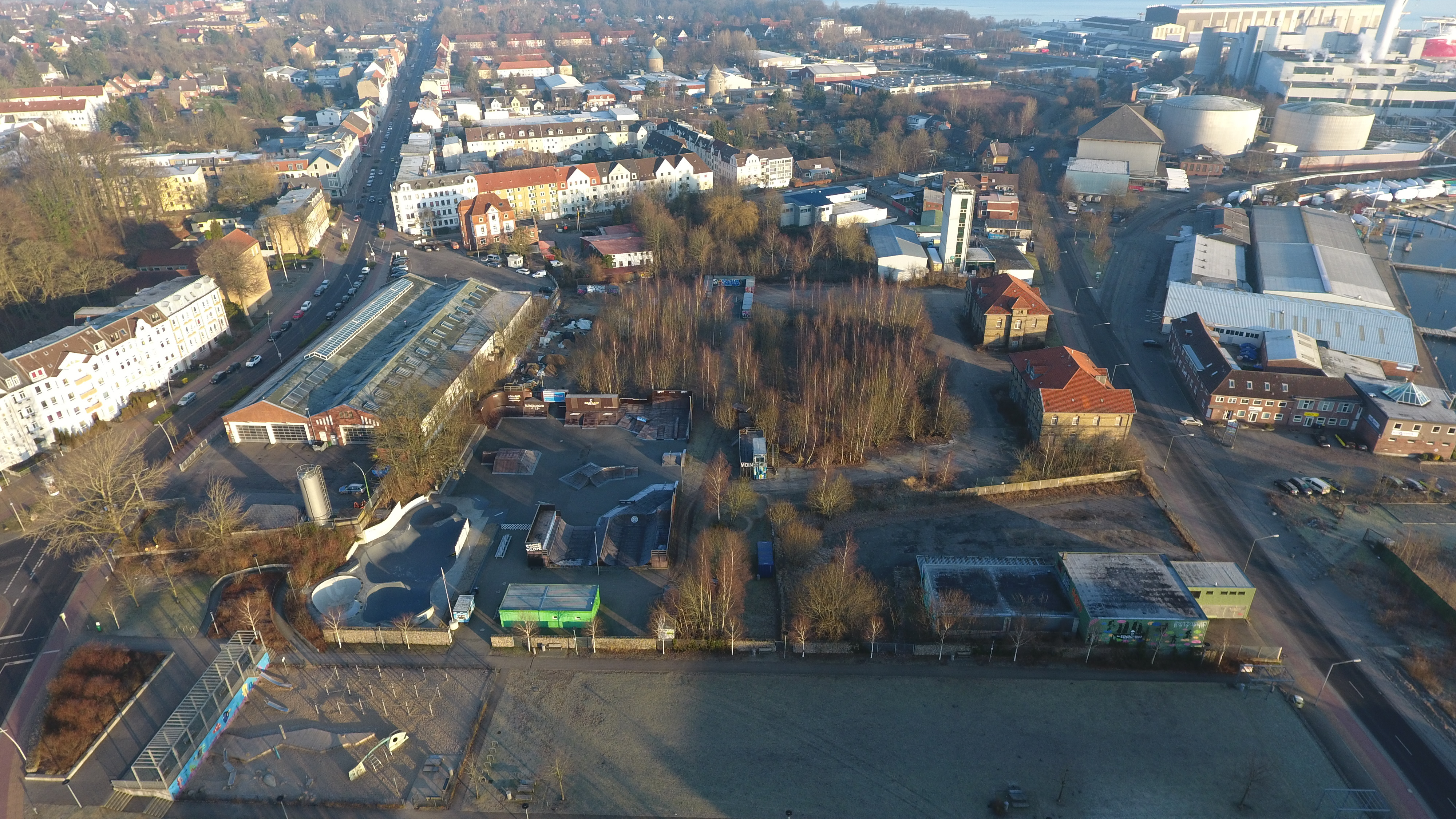
Der Kernbereichs des Stadtbezirks von oben.

Galwik (dänisch Galvig) ist ein Stadtbezirk im Flensburger Stadtteil Nordstadt. Das an der Flensburger Innenförde gelegene Gebiet liegt am Westufer des nördlichen Randes des Flensburger Hafens. Im engeren Sinne wird nur der Hafenbereich mit der namensgebenden Bucht Galwik genannt.

## Benennung
Der Name Galwik bedeutet „Galgenbucht“. Beim Hockelmannsberg nahe der Bergmühle befand sich, gemäß schriftlichen Überlieferungen aus dem 16. Jahrhundert, eine Galgenstätte. Gehängt wurden Menschen, die des Diebstahls und des Totschlags bezichtigt wurden. Hingerichtet wurden auch Frauen, die der Hexerei beschuldigt wurden. Der Glaube an die Existenz von Hexen war in Flensburg offenbar lange Zeit verbreitet, woran zugleich auch die Benennung Blocksbergs bei Mürwik erinnert. Insgesamt wurden 14 Frauen beim Galgenberg bei Galwik als Hexen verbrannt. Um 1700 wurde der Galgen an die nahegelegene Wik, also Bucht, verlegt. Der Galgen sollte für einlaufende Schiffe besonders präsent sein und Neuankömmlinge vor Straftaten abschrecken. Zum Ende des 19. Jahrhunderts wurde das Erhängen verboten. Der Galgen wurde entfernt. 1820 wurden letztmals unter Städtischer Gerichtsbarkeit fünf meuternde Matrosen und ein räuberischer Landstreicher hingerichtet. Seitdem war die übergeordnete Gerichtsbarkeit für Todesstrafen zuständig.

## Industrieanlagen
Im Zuge der Industrialisierung im 19. Jahrhundert, die erst in der Preußenzeit zur vollen Entfaltung kam, siedelten sich im Bereich Galwik vermehrt Unternehmen an. Schon 1854 hatte der englische Eisenbahnunternehmer Samuel Morton Peto in der Gasstraße die „dänische Gaskompagnie“ gegründet. Am 3. Juli 1872 wurde die Flensburger Schiffbau-Gesellschaft gegründet. Ein Jahr später wurde die Flensburger Actien-Brauerei-Gesellschaft gegründet, die sich am Brauereiweg ansiedelte. Diese älteste Brauerei Flensburgs, ist ein Vorläufer der heutigen Flensburger Brauerei. 1926 wurde, wie auch in anderen Städten, ein Seegrenzschlachthof in Flensburg eingerichtet. In Flensburg wurde er nah am Wasser von Galwik gebaut. Der Schlachthof sollte ein Importverbot für Lebendvieh ausnutzen, was aber aufgrund fehlender Genehmigungen in der Folgezeit offenbar nicht gelang. Im Zuge der Luftangriffe auf Flensburg, die insbesondere die Industrieanlagen im Galwiker Gebiet trafen, wurden unter anderem die heute noch erhaltenen Bunkertürme am Trollseeweg errichtet.
An Stelle der ursprünglichen Unternehmen traten im Laufe der Zeit heutige Industrie- und Versorgungsbetriebe mit Hafenbezug. Am unteren Rand von Galwik befindet sich heute in der sogenannten Alten Werft der Flensburger Fahrzeugbau. Darüber nach Norden haben die Stadtwerke Flensburg ihr Betriebsgelände. Am oberen Rand von Galwik liegt zudem die „Neue“ Flensburger Werft. Des Weiteren existieren heute eine ganze Anzahl von Brachflächen ehemaliger Betriebe in diesem Bereich, so auch das große Areal des Seegrenzschlachthofes.

## Wohnbebauung
Vom Hafengebiet weg, in westlicher Richtung gelegen, befinden sich hauptsächlich Wohnhäuser. Infolge der Industrialisierung wurden dort entlang der Apenrader Straße und zum Teil auch entlang der Bau’er Landstraße Arbeiterwohnungen und einzelne Villen gebaut. Am südwestlichen Rand des Stadtbezirks befindet sich am Fördehang die evangelische St.-Petri-Kirche (von 1908/09). Inmitten des Stadtbezirks liegt außerdem noch die dänische Ansgar Kirke (von 1966).

## Galwik-Park und BMX- und Skatepark Schlachthof
Der Galwik-Park entstand im Auftrag des städtischen Sanierungsträgers ihrsan. Er besteht in seiner Grundgestalt aus einer Grünanlage aus Rasenfläche mit Pergolen Sitzmöglichkeiten und Spielfläche für Kinder. Die besagte Grünanlage sollte die Stadtbereiche der Neustadt und Nordstadt optisch besser an die Förde anbinden. 2008 wurde in der direkten Nachbarschaft des Parkes, am ehemaligen Schlachthofgelände ein großer BMX- und Skatepark errichtet, der seitdem unter der Trägerschaft des Flensburger Jugendrings betrieben wird. Der Verein Sportpiraten übernimmt dort die pädagogische und organisatorische Betreuung.

## Galwik-Hafen
Zum Fördeufer hin befindet sich heute der kleine Seglerhafen Galwiks. Dort befindet sich die „Galwik-Senke“. Die Senke diente bis 1950 als Teil eines Schwimmdocks der Flensburger Schiffbaugesellschaft. Die besagte Vertiefung liegt ungefähr fünf Meter unterhalb des Hafenbeckens. Das Wasser in der Senke blieb früher auch bei Stürmen ungestört liegen und totes Plankton, Baumblätter und weiteres lebloses Pflanzenmaterial konnte sich dort ablagern. Über Jahrzehnte sammelten sich dort giftige Ablagerungen an. Das Wasser in der Senke zeigte sich sauerstoffärmer, salzhaltiger und häufig bis zu 10 Grad kühler als das übrige Wasser des Hafenbecken. In den 1990er Jahren wurde die Senke daher saniert, sie wurde mit Sedimenten aus anderen Teilen des Hafenbeckens aufgefüllt. Heute beherbergt der Galwiker Bucht Liegeplätze des Wassersportvereins Galwik e. V. sowie vom Unternehmen Niro-Petersen KG.